# Eleanor Anne Porden

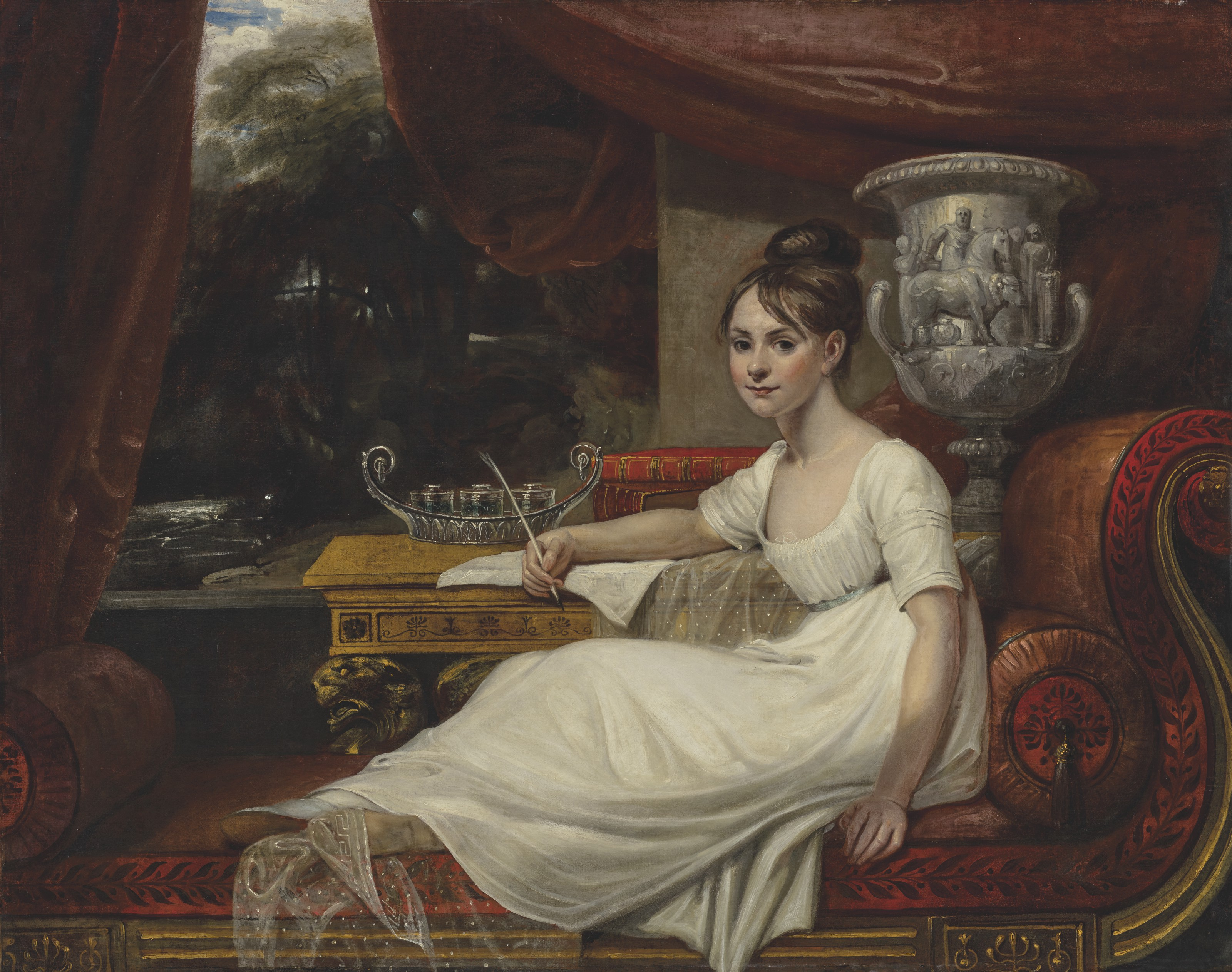
Mary Ann Flaxman: Porträt von Eleanor Anne Porden, Öl auf Leinwand

Eleanor Anne Porden (* 14. Juli 1795 in London; † 22. Februar 1825; verheiratete Eleanor Anne Franklin) war eine englische Dichterin und die erste Frau des Polarforschers John Franklin.

## Leben
Eleanor Anne Porden war die jüngere überlebende Tochter des Architekten William Porden und seiner Frau Mary. Eine weitere Tochter des Paares und ein Sohn starben im Säuglingsalter. Eleanor Porden wurde von Privatlehrern unterrichtet und erregte mit ihrer schriftstellerischen Begabung früh Aufmerksamkeit. Sie besuchte Kurse und Vorträge in Chemie, Geologie, Naturgeschichte und Botanik an der Royal Institution in London. Mit sechzehn schrieb sie ihr erstes größeres Werk The Veils; or the Triumph of Constancy, ein romantisches Gedicht in sechs Büchern, das jedoch erst 1815 veröffentlicht wurde.
1818 begegnete sie ihrem späteren Ehemann John Franklin unmittelbar vor dessen erster Polarexpedition und wurde dadurch zu dem kurzen Gedicht The Arctic Expeditions inspiriert. Während Franklins Abwesenheit schrieb sie das epische Gedicht in sechzehn Büchern Cœur de Lion, or The Third Crusade über Richard Löwenherz und den Dritten Kreuzzug, welches 1822 veröffentlicht wurde. Im selben Jahr kehrte John Franklin nach England zurück. Die beiden heirateten im August 1823.
Die gemeinsame Tochter Eleanor Isabella wurde im Juni 1824 geboren. Durch die Schwangerschaft verschlechterte sich der Gesundheitszustand der an Tuberkulose leidenden Eleanor Franklin. Sie starb im Februar 1825 im Alter von 29 Jahren, wenige Tage, nachdem John Franklin zu seiner zweiten Arktisexpedition aufgebrochen war.